# Війська протиповітряної оборони

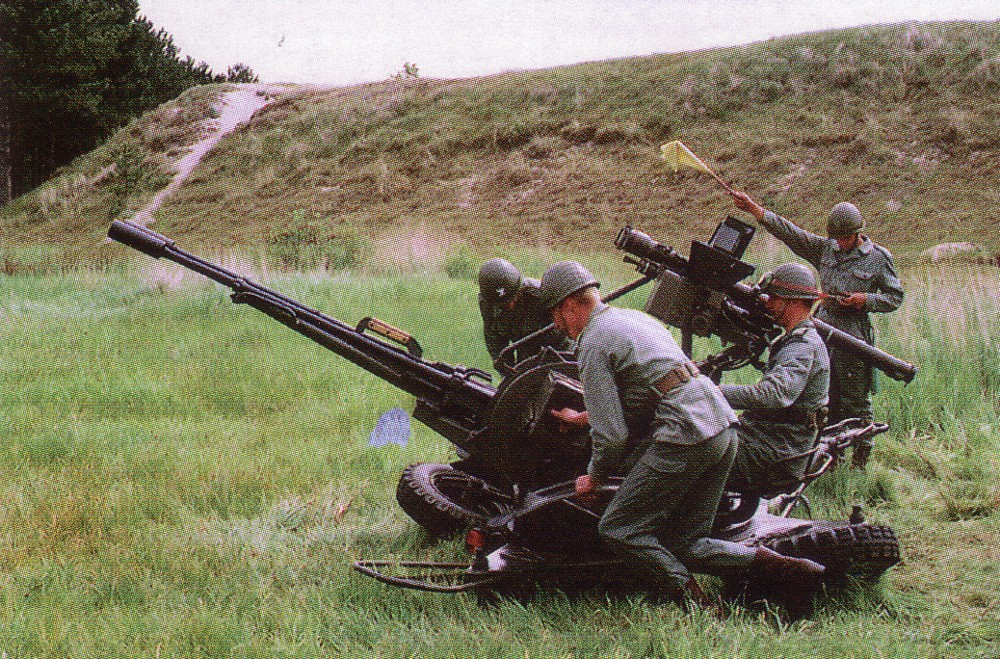
Обслуга ЗУ-23-2 підрозділу військ ППО на навчаннях. Польща. 1993

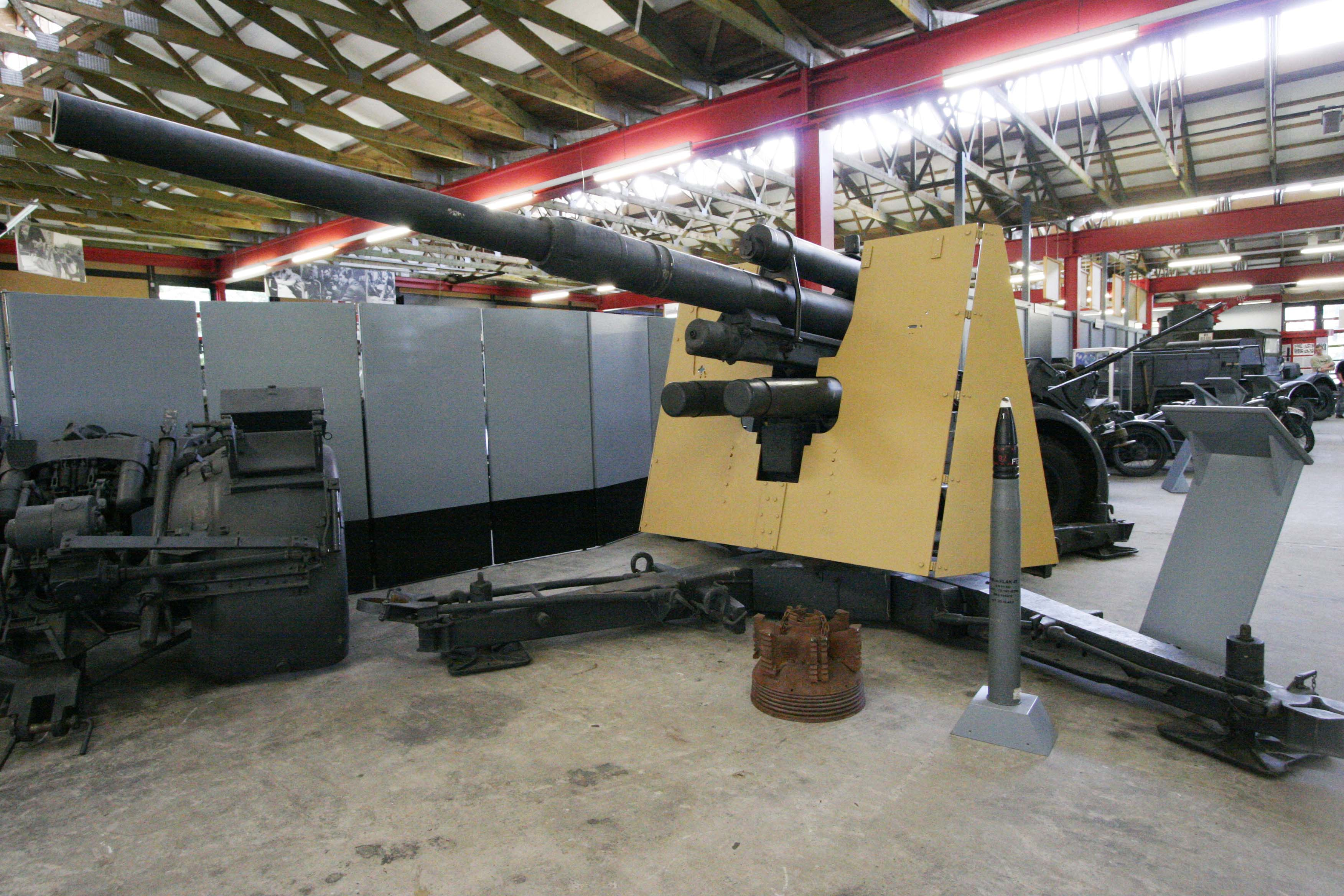
88-мм зенітна гармата FlaK 36-37L56. Третій Рейх

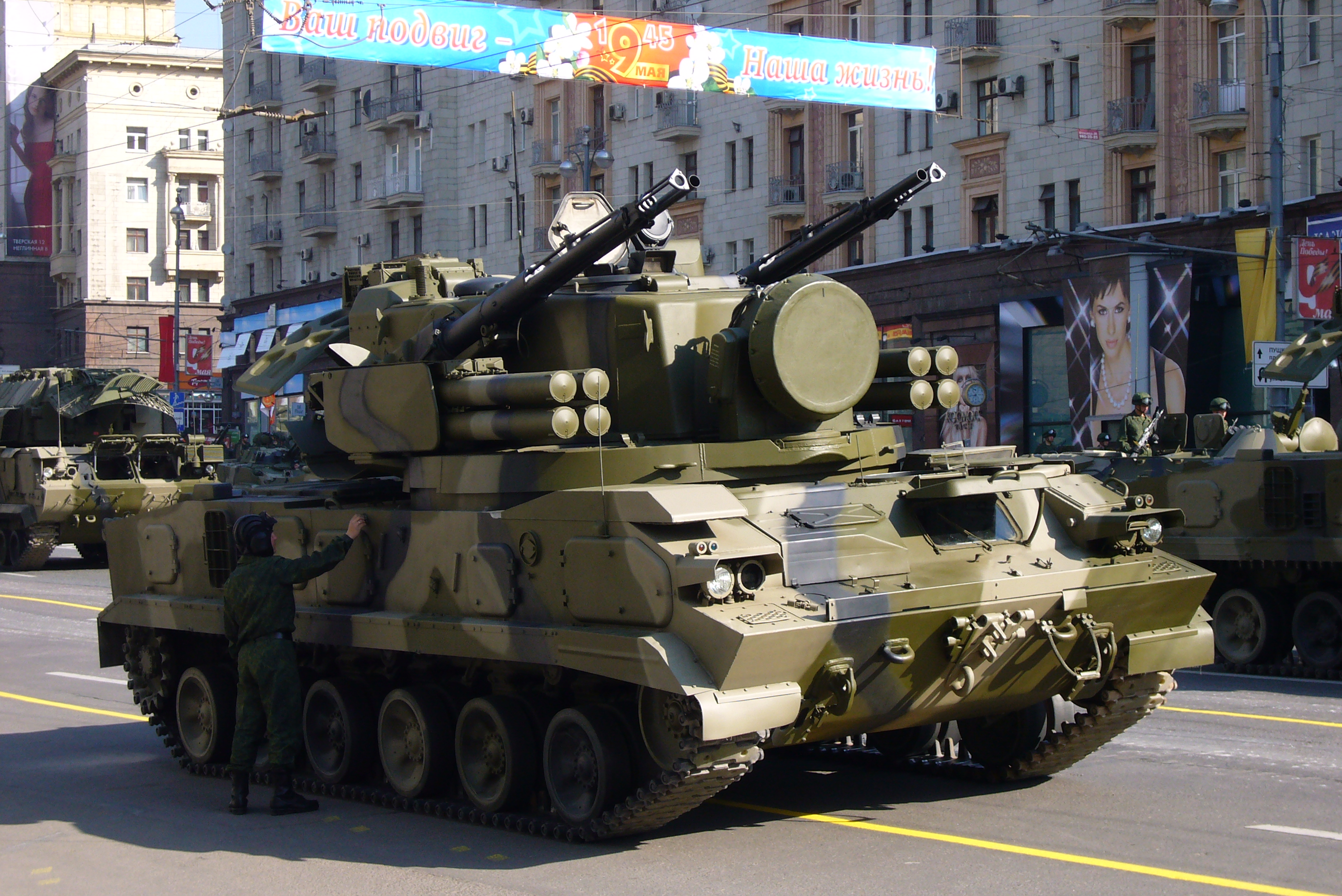
Зенітний ракетно-гарматний комплекс 2К22 «Тунгуска». Росія

Війська́ протипові́тряної оборо́ни — сукупне поняття у військовій справі:
1. Війська́ протипові́тряної оборо́ни Сухопутних військ (війська ППО або військова ППО або війська ППО СВ) — рід сухопутних військ, призначений для прикриття угруповань військ та об'єктів їх тилу від ударів повітряного нападу противника при веденні об'єднаннями, з'єднаннями, частинами та підрозділами операцій (бойових дій), проведенні перегрупувань (маршів) та розташуванні на місці. Цей рід військ існує у збройних силах практично усіх країн світу.
До складу військ ППО входять з'єднання, частини та підрозділи:
- зенітно-ракетних військ;
- зенітно-артилерійських військ;
- радіотехнічних військ.

2. Війська́ протипові́тряної оборо́ни краї́ни — окремий вид Збройних сил деяких країн світу, призначений для відбиття ударів противника з повітря по найважливіших адміністративно-політичних центрах, промислових і інших важливих об'єктах в тилу, угрупуваннях збройних сил, а також по об'єктах, які становлять основу економічної і військової потужності держави. За своїми бойовими можливостями Війська ППО країни здатні уражати всі сучасні засоби повітряного нападу в будь-яких умовах погоди і часу доби.
До складу військ ППО країни можуть входити з'єднання, частини та підрозділи наступних родів військ:
- зенітно-ракетних військ;
- авіації ППО;
- радіотехнічних військ, а також
- спеціальних військ різного призначення. Організаційно вони складаються зі з'єднань, частин і підрозділів, частин спеціальних військ і тилу.

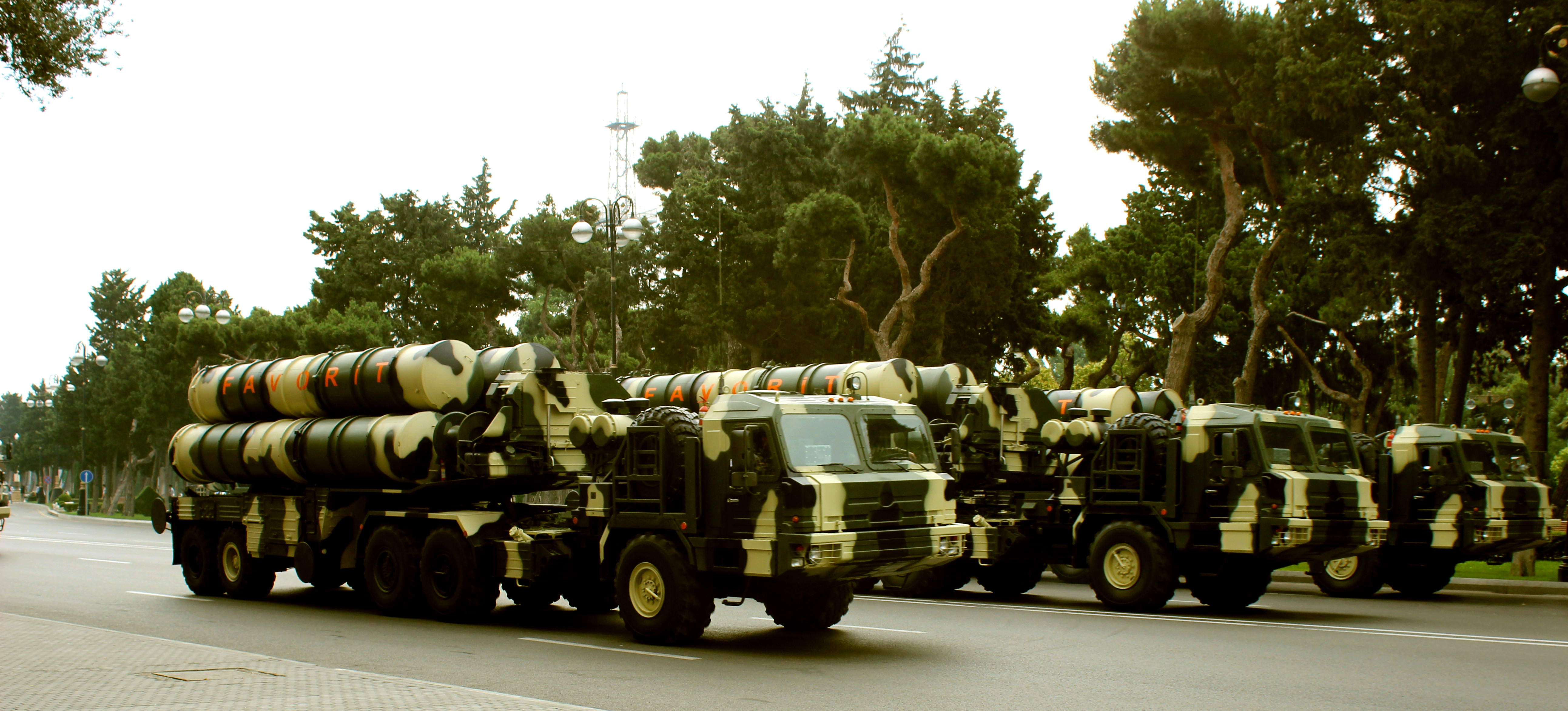
Підрозділ зенітно-ракетної системи середнього радіуса дії С-300 на параді в Баку. Азербайджан. 1993

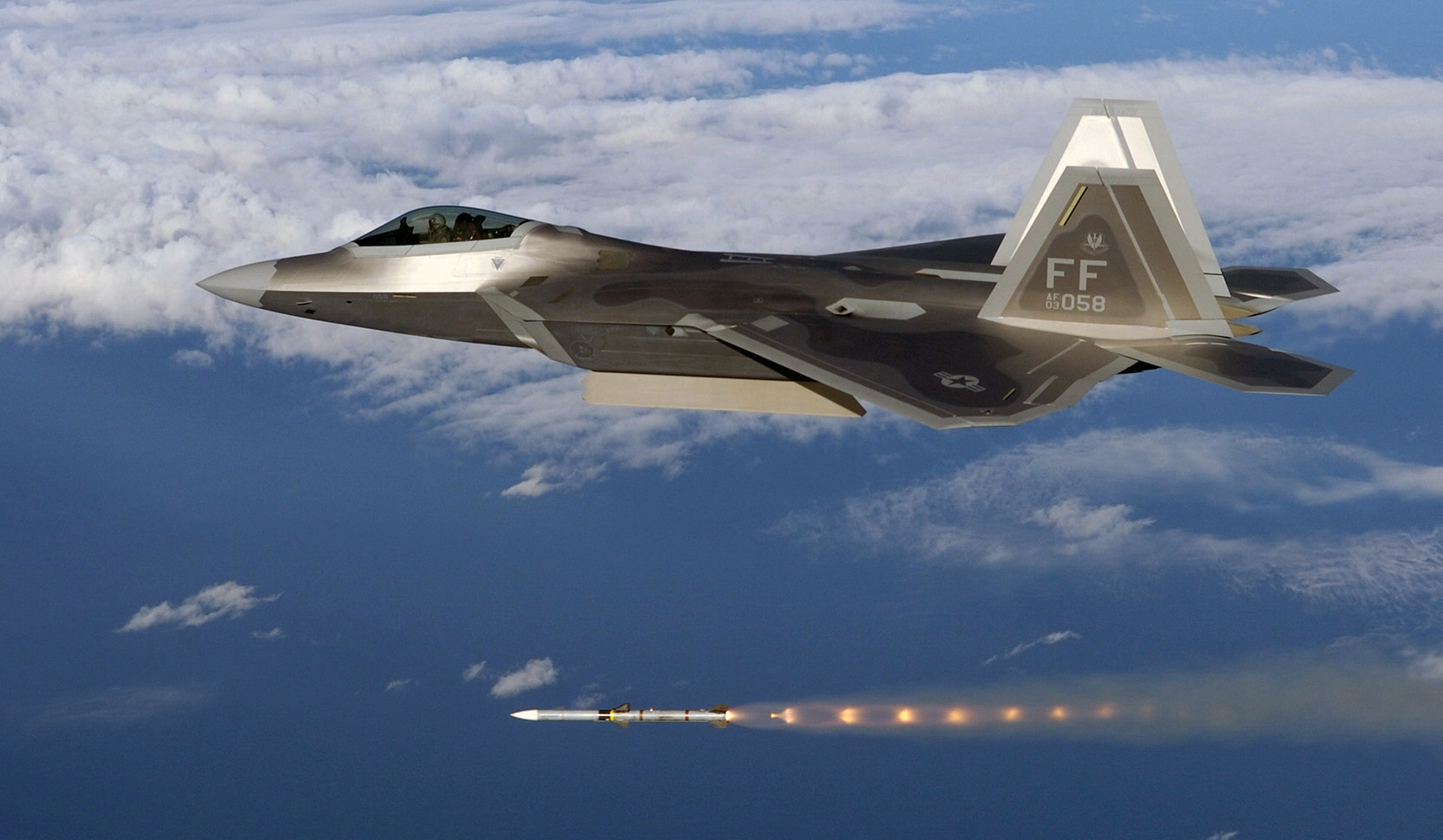
Винищувач-перехоплювач ПС США F-22 «Раптор» здійснює пуск ракети «повітря-повітря» AIM-120 AMRAAM. США